# Курчино
Курчино (біл. вёска Курчына) — село в складі Мядельського району Мінської області, Білорусь. Село підпорядковане Будславській сільській раді, розташоване в північній частині області.